# Vương quốc Ayutthaya
Vương quốc Ayutthaya (tiếng Thái: อยุธยา; phiên âm tiếng Việt: A-dút-tha-da; Hán-Việt: A Du Đà Da 阿瑜陀耶 hay Đại Thành 大城) là một vương quốc của người Thái tồn tại từ năm 1351 đến 1767. Quốc gia này gọi là Vương quốc Ayutthaya vì kinh đô là thành phố Ayutthaya. Vào thời điểm cực thịnh, Ayutthaya có biên giới gần trùng với Thái Lan ngày nay, chỉ thiếu vùng Lan Na. Ayutthaya có chính sách cởi mở, sẵn sàng giao thương với nước ngoài nên các lái buôn người Trung Hoa, Ấn, Nhật và Ba Tư đều có mặt; sau này người Bồ Đào Nha, Tây Ban Nha, công ty đông ấn Hà Lan, Anh và Pháp cũng mở thương cuộc ở ngoài kinh thành Ayutthaya. Vua Narai (1656-1688) còn xúc tiến gửi phái bộ sang yết kiến vua Pháp là Louis XIV. Sứ thần Pháp sang Ayutthaya khi về ghi rằng kinh thành Narai lộng lẫy giàu sang không kém gì Paris.

## Khái quát lịch sử

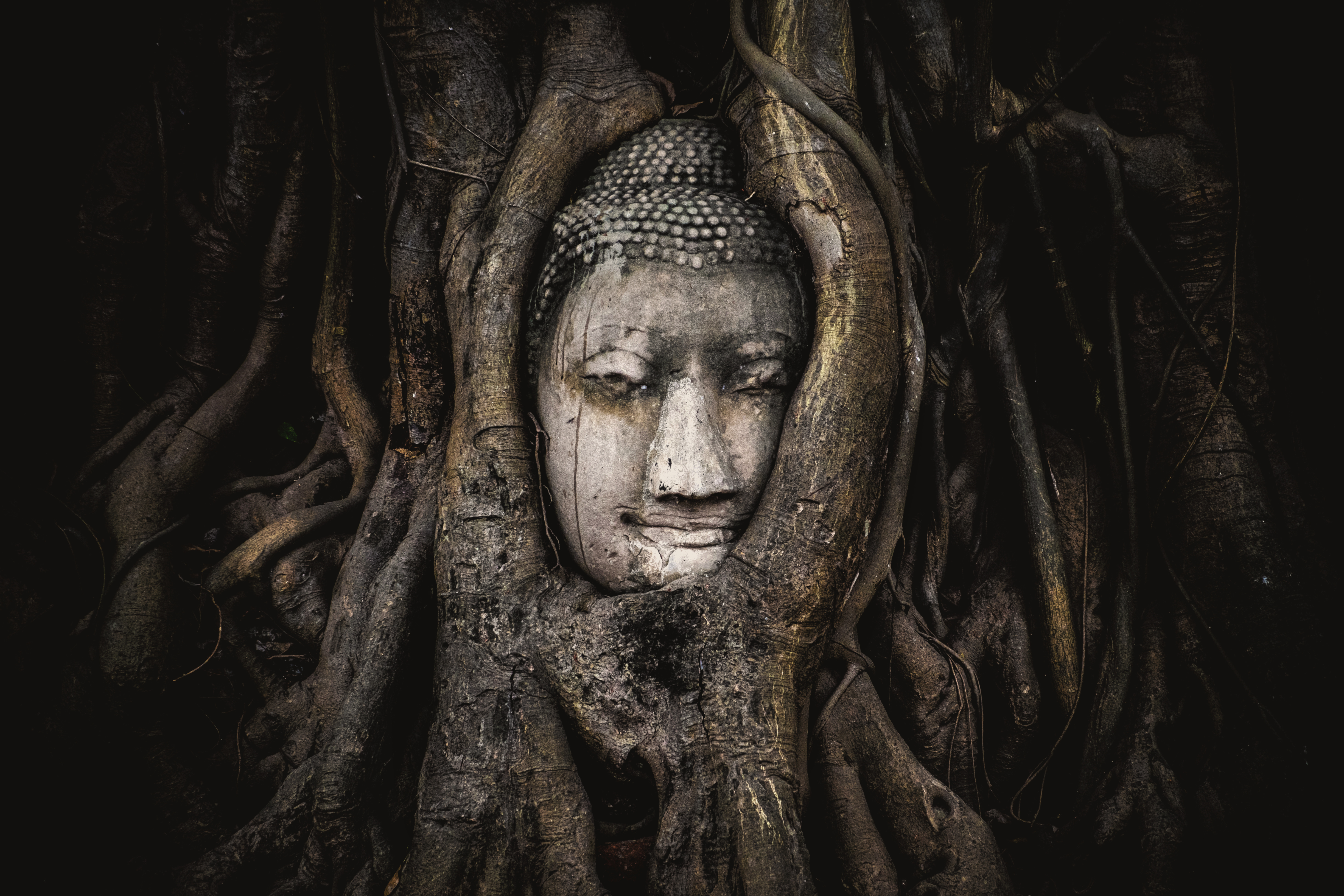
Đầu một tượng Phật nằm trong một gốc cây sung ở chùa Wat Mahathat, công viên lịch sử Ayutthaya

Từ thời vua Loethai, vương quốc Sukhothai bắt đầu suy yếu. Các chư hầu của Sukhothai bắt đầu công khai chống lại. Một trong số đó là khu vực Suphanburi do U Thong cai trị. Năm 1348, U Thong đã dời trung tâm của mình xuống đồng bằng Chao Phraya. Trên một cù lao sông, ông cho lập kinh đô mới gọi là Ayutthaya, đặt tên theo Ayodhya ở Bắc Ấn Độ, thành của anh hùng Rama trong sử thi Hindu Ramayana. U Thong tiếp tục vương hiệu Ramathibodi (1351-69).
Năm 1360, Ramathibodi tuyên bố Phật giáo Thượng tọa bộ là quốc giáo của Ayutthaya và đưa các thành viên của một tăng đoàn từ Tích Lan để thiết lập các trật tự tôn giáo mới và truyền giáo cho các thần dân của mình. Ông cũng cho biên soạn một đạo luật, dựa trên Dharmashastra của Ấn Độ (một văn bản luật Hindu) và luật tục Thái, đây là những pháp chế của hoàng gia. Viết bằng chữ Pali—một ngôn ngữ thuộc nhóm Ấn-Aryan gần gũi với tiếng Phạn và là ngôn ngữ của các kinh điển Phật giáo Nam truyền - nên nó như có sức mạnh của thần linh. Thêm các quy định hoàng gia nữa, đạo luật của Ramathibodi nhìn chung có hiệu lực cho đến tận cuối thế kỷ 19.
Ramathibodi cố gắng mở rộng vương quốc của mình bằng cách chinh phục các vương quốc khác ở miền Bắc gồm Sukhothai, Kamphaeng Phet và Phitsanuloke. Vào cuối thế kỷ 14, Ayutthaya đã được xem là cường quốc mạnh nhất Đông Nam Á. Nhưng vương quốc này không phải là một quốc gia thống nhất và đơn nhất, mà là một chắp vá của các tiểu vương quốc tự trị và các tỉnh chư hầu trung thành với quốc vương của Ayutthaya theo hệ thống Mandala. Các tiểu vương quốc này do các hoàng thân của Ayutthaya trị vì, có quân đội riêng và đánh lẫn nhau. Quốc vương phải cảnh giác để đề phòng các hoàng thân liên kết với nhau chống lại ông hoặc liên kết với kẻ thù của Ayutthaya. Khi có tranh chấp về sự kế vị ngai vàng, các hoàng thân đã đưa quân về kinh đô để tăng sức ép.

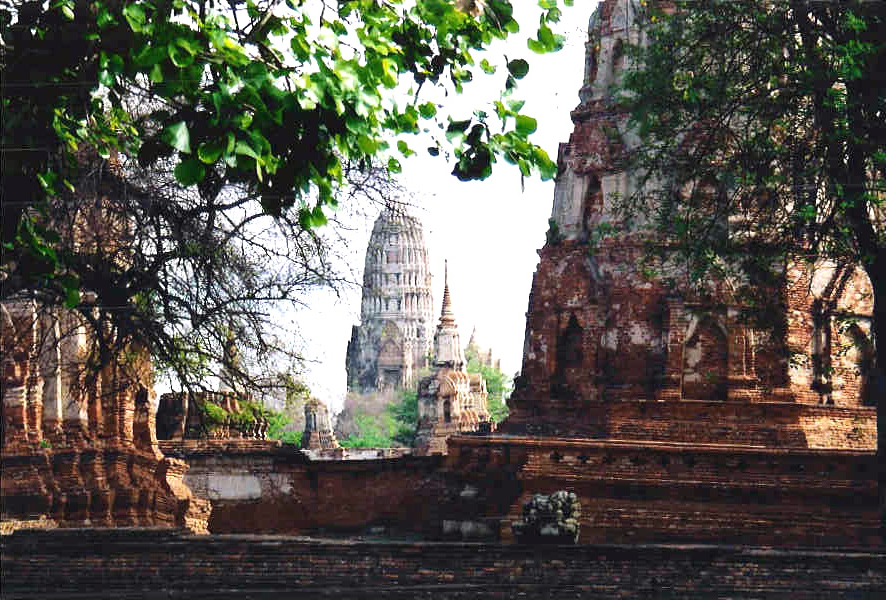
Phế tích của cổ thành Ayutthaya sau cuộc xâm chiếm của Miến Điện

Trong suốt thế kỷ 15, các nỗ lực của Ayutthaya hướng về bán đảo Malay, nơi có trung tâm thương mại lớn Malacca nhằm tranh giành quyền bá chủ. Malacca và các quốc gia Malay khác ở phía Nam của Tambralinga đã theo đạo Hồi từ đầu thế kỷ và do đó, Hồi giáo đã là một biểu tượng của sự đoàn kết của người Malay chống lại người Thái. Dù thất bại trong việc khuất phục quốc gia Malacca làm chư hầu, Ayutthaya tiếp tục kiểm soát việc buôn bán béo bở trên eo đất, thu hút nhiều nhà buôn Trung Hoa mua đặc sản về cho thị trường xa hoa của Trung Hoa.
Năm 1767, Myanmar xâm chiếm Ayutthaya, phá hủy hoàn toàn kinh đô Ayutthaya và kết thúc kỷ nguyên của quốc gia kiêu hãnh của người Thái. Đây là một trong nhiều cuộc xâm lăng trong suốt lịch sử của người Thái Lan từ nước láng giềng Myanmar - quốc gia hùng mạnh nhất Đông Nam Á thời kỳ đó.

## Quá trình xâm chiếm và mở rộng lãnh thổ
Ayutthaya đã bắt đầu thiết lập quyền bá chủ bằng sự kiện xâm lược các vương quốc phía Bắc và các thành bang như vương quốc Sukhothai, thành Phitsanulok, thành Kamphaeng Phet.
Cuối thế kỷ 15, Ayutthaya đã tấn công Angkor, thủ đô của đế chế Khmer, 1 thế lực lớn ở khu vực. Làm cho ảnh hưởng của đế chế Khmer tại khu vực đồng bằng sông Chao Phraya bị loại bỏ, và Ayutthaya trở thành thế lực mới ảnh hưởng ở khu vực.
Tuy nhiên vương quốc Ayutthaya không phải là một nhà nước thống nhất, nó là sự chắp vá của các lãnh thổ tự trị, và sự liên minh giữa các lãnh thổ dưới sự thống lĩnh của quốc vương Ayutthaya, hình thức chính trị này giống với hệ thống Mandala.
Các lãnh thổ tự trị này có thể được cai trị bởi các thành viên của gia đình hoàng gia Ayutthaya, hay các lãnh chúa địa phương sở hữu quân đội riêng, có nghĩa vụ trợ giúp chính quyền trung ương khi chiến tranh hay sự xâm lược xảy ra. Do sự phân tán quyền lực này mà các cuộc nổi dậy ở các khu vực địa phương liên tục nổ ra do sự lãnh đạo của các lãnh chúa địa phương. Triều đình Ayutthaya đã phải ngăn chặn chúng.
Do nguyên nhân thiếu luật về sự thừa kế ngai vàng, và ý thức về sự thừa kế ngai vàng phải do người có công đức và năng lực nắm nên quyền thừa kế ngai vàng luôn luôn có tranh chấp. Các hoàng thân và các vị quan nắm quyền lực đều tuyên bố mình xứng đáng và đã tập hợp lực lượng đến thủ đô để thực hiện đòi hỏi của mình, và các cuộc đảo chính đẫm máu đã lên đến đỉnh điểm.
Từ thế kỷ 15, Ayutthaya chú ý tới bán đảo Mã Lai, nơi có cảng giao dịch ngoại thương lớn Malacca. Ayutthaya tuyên bố chủ quyền của mình đối với nó và đã thực hiện vài cuộc xâm lược nhưng đều thất bại do sự hỗ trợ của nhà Minh.

## Sự phát triển chính trị và xã hội
Thế kỷ 16 chứng kiến sự lớn mạnh của Miến Điện, dưới một triều đại hiếu chiến, đã chiếm lấy Chiang Mai và Lào và gây chiến với Xiêm La. Năm 1569 các đội quân Miến Điện, liên minh với phiến quân Thái - phần lớn là người của hoàng tộc Xiêm La, đã đoạt được thành Ayutthaya và đưa cả hoàng gia qua Miến Điện. Dhammaraja (1569-90), một thống đốc người Xiêm trước đó đã giúp đỡ quân Miến Điện đã được dựng lên ngôi vua chư hầu ở Ayutthaya. Sự độc lập của Xiêm La đã được con trai ông là vua Naresuan (1590-1605) tái lập. Naresuan đã chống lại Miến Điện và đến năm 1600 đã đẩy lùi Miến Điện khỏi Xiêm La.
Quyết tâm phòng tránh một sự phản quốc như cha mình đã làm, Naresuan đã tổ chức cơ cấu hành chính của đất nước trực tiếp dưới triều đình tại Ayutthaya. Ông đã chấm dứt lệ trước đó là chỉ định các hoàng thân cai trị các tỉnh của Ayutthaya mà thay vào đó là bổ nhiệm các quan chức triều đình thi hành các quyết định do vua ra chỉ dụ. Từ đó, các hoàng thân chỉ được giới hạn trong kinh thành. Các cuộc đấu tranh của các hoàng thân tiếp tục nhưng nằm dưới sự kiểm soát chặt chẽ của vua.

## Sự phát triển kinh tế
Người Thái chưa bao giờ thiếu nguồn cung cấp lương thực dồi dào. Nông dân trồng lúa để tiêu thụ và trả thuế. Phần dôi dư được dùng cho các mục đích tôn giáo. Từ thế kỷ 13 đến 15, một sự chuyển đổi mạnh mẽ đã diễn ra trong lĩnh vực trồng lúa ở Thái Lan. Ở cao nguyên, nước được cung cấp cho ruộng lúa bằng hệ thống thủy lợi. Ở các vùng thấp như Chao Phraya, nông dân đã tạo ra những ruộng nổi trên mặt nước có thể nổi theo mực nước - một kỹ thuật được du nhập từ Bengal. Nguồn lương thực dồi dào với giá rẻ đã khiến Ayutthaya thành một trung tâm của các hoạt động kinh tế.

## Các cuộc tiếp xúc với phương Tây

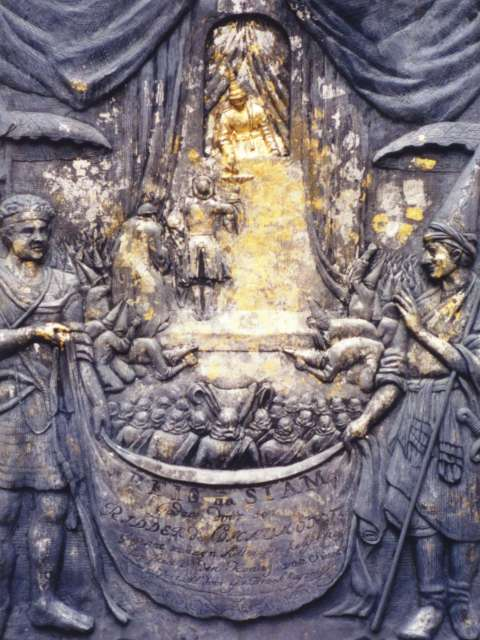
Tấm biển kỷ niệm ở Lopburi cho thấy vua Narai với các đại sứ Pháp

Năm 1511 Ayutthaya đã tiếp đón một đoàn ngoại giao từ Bồ Đào Nha, những người đã xâm chiếm Malacca đầu năm đó. Có lẽ họ là những người châu Âu đầu tiên viếng thăm đất nước này. Năm năm sau lần tiếp xúc đầu tiên đó, Ayutthaya và Bồ Đào Nha đã ký một hiệp ước cho phép người Bồ Đào Nha buôn bán ở vương quốc này. Một hiệp ước tương tự năm 1592 đã cho người Hà Lan một vị trí đặc quyền trong việc mua bán lúa gạo.
Những người nước ngoài được tiếp đọn trọng thị ở triều đình của Narai (1657–1688), một nhà vua có tầm nhìn thế giới tuy thận trọng về ảnh hưởng của bên ngoài. Các mối quan hệ thương mại quan trọng được tạo lập với Nhật Bản. Các công ty thương mại Anh và Hà Lan được phép lập nhà máy và các phái đoàn ngoại giao Thái được phái tới Paris hay La Hague. Nhờ duy trì những mối quan hệ này, triều đình Thái đã khéo léo khiến Hà Lan chống lại Anh và Pháp, tránh được một sự ảnh hưởng thái quá của một cường quốc.
Năm 1664, tuy nhiên, người Hà Lan đã sử dụng vũ lực bắt phải ký một hiệp ước ban cho họ đặc quyền ngoại giao cũng như quyền tự do thương mại hơn. Với sự thúc giục của bộ trưởng ngoại giao của mình, nhà thám hiểm Hy Lạp Constantine Phaulkon, Narai đã quay sang nhờ Pháp giúp đỡ. Các kỹ sư Pháp đã xây công sự và một cung điện tại Lopburi cho Narai. Ngoài ra, những người truyền giáo Pháp đã tham gia giáo dục và y tế và đã mang đến báo in đầu tiên ở nước này. Sự quan tâm cá nhân của Louis XIV được thức tỉnh bởi những báo từ những nhà truyền giáo rằng Narai có thể được thuyết phục chuyển qua Cơ Đốc giáo.
Trong gia đoạn đầu thế kỷ 20, Thái Lan sau khi học tập các bài học kinh nghiệm từ Myanmar, một nước có quân đội mạnh nhưng không thể bảo vệ khỏi sự tấn công của quân đội Anh năm 1885 đã áp dụng các biện pháp ngoại giao khôn khéo và thỏa hiệp với các cường quốc phương Tây và với Nhật Bản.

## Thời kỳ cuối

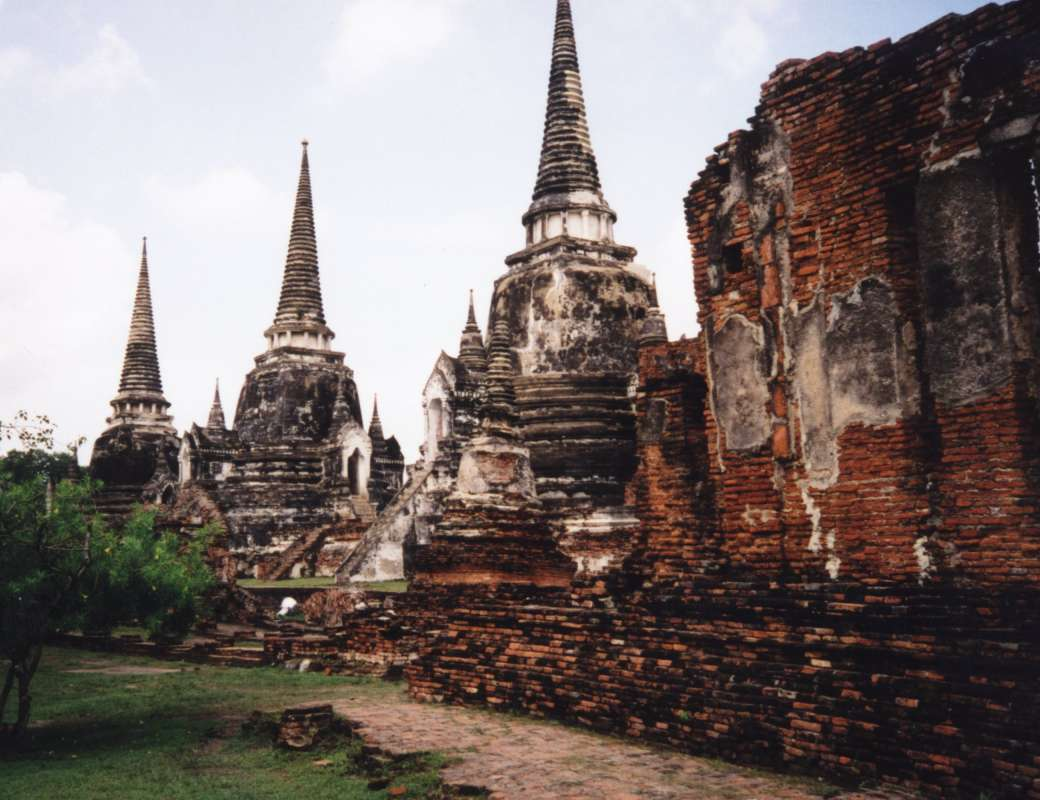
3 ngôi chùa của Wat Phra Si Sanphet có chứa di hài của vua Borommatrailokanat, vua Borommarachathirat III và vua Ramathibodi II

Sau một thời kỳ chiến tranh đẫm máu tranh giành quyền lực, Ayutthaya bước sang thời kỳ vàng son, thịnh trị kéo dài 25 năm cuối cùng của thế kỷ 18. Văn học, nghệ thuật và các học thuật đều phát triển rực rỡ cho dù triều đình Ayutthaya có tranh chấp với các Chúa Nguyễn ở Đàng Trong trên đất Campuchia từ năm 1715. Mối đe dọa lớn hơn không đến từ phương đông mà từ biên giới phía tây khi Miến Điện dưới triều đại mới của Alaungpaya mở cuộc xâm lăng, chinh phục các tiểu quốc của người Shan giáp với đất Thái.
Năm 1765 Miến Điện mở cuộc tấn công ồ ạt nhắm vào Ayutthaya. Sử Thái ghi rằng Ayutthaya điều binh kháng cự, cố thủ thị trấn Bang Rajan. Bị quân Miến vây hãm lâu dài Bang Rajan cuối cùng cũng thất thủ; kinh thành Auytthaya bị đốt sạch; đó là năm 1767. Đền đài cùng công trình nghệ thuật kể cả những kho sách quý ghi chép văn sử học của người Thái bị tiêu hủy cả. Thành Ayutthaya thành hoang địa; dân tình loạn lạc. Ở các trấn biên thùy thì ly khai, không tuân phục trong khi đó có bao kẻ tiếm danh, xưng là vương tôn dòng dõi các vị vua trước dấy binh tranh quyền. Cuộc chinh phạt của Miến Điện tuy vậy lại ngắn ngủi vì cùng lúc đó nhà Thanh điều binh đánh Miến Điện khiến quân Miến phải thu quân rút về, mở cơ hội cho thủ lĩnh người Thái là Taksin khôi phục nước Xiêm.
Kinh đô Ayutthaya bấy giờ đã hoang tàn. Taksin lên ngôi và định đô ở Thonburi bên bờ Chao Phraya, đối diện thủ đô Bangkok ngày nay, mở đầu cho triều đại mới còn Ayutthaya lùi vào quá khứ. Tuy nhiên giá trị lịch sử của Ayutthaya vẫn còn đậm nét nên sang thế kỷ 20 chính phủ Thái Lan cho lập công viên lịch sử Ayutthaya, duy trì các cổ tích mỹ thuật. Khu vực này được UNESCO công nhận là di sản thế giới. Thị trấn Ayutthaya ngày nay tập trung chung quanh khu cổ thành, với địa vị là thủ phủ của tỉnh Ayutthaya.

## Danh sách các vị vua của Ayutthaya

### Triều Uthong (triều đại đầu tiên)
- Ramathibodi I hay Uthong (trước đó là hoàng tử Uthong) 1350-1369
- Ramesuan 1369-1370 (bị chiếm ngôi)

### Triều Suphannaphum (triều đại đầu tiên)
- Borommaracha I (Pa-ngua) 1370-1388
- Thong Chan 1388

### Triều Uthong (lần 2)
- Ramesuan 1388-1395 (giành lại ngai vàng)
- Ramaratcha 1395-1409

### Triều Suphannaphum (triều thứ 2)
- Inthararatcha 1409-1424
- Borommaratcha II (Samphraya) 1424-1448
- Boromtrailokanat 1448-1488
- Borommaratcha III (Inthararatcha II) 1488-1491
- Ramathibodi II (1491-1529)
- Borommaratcha IV 1529-1533
- Ratsada 1533; child king
- Chairacha 1534-1546
- Yotfa (joint regent 1546-1548); child king & Queen Si Sudachan
- Worawongsa 1548
- Chakkraphat (ruled 1548-1568) & Queen Suriyothai (d.1548)
- Mahin 1568-1569

### Triều Sukhothai
- Maha Thammaracha (Sanpet I) 1569-1590
- Naresuan the Great (Sanpet II) 1590-1605
- Ekathotsarot (Sanpet III) 1605-1610
- Si Saowaphak (Sanpet IV) 1610-1611
- Songtham (Intharacha) 1611-1628
- Chethha 1628-1629
- Atitthayawong 1629; trẻ con nhưng được phong Somdet Phra

### Triều Prasat Thong
- Prasat Thong (Sanpet V) 1630-1655
- Chai (Sanpet VI) 1655
- Suthammaracha (Sanpet VII) 1655
- Narai the Great 1656-1688

### Triều Ban Phlu Luang
- Petratcha 1688-1703
- Süa (Sanpet VIII, cũng được biết đến là Luang Sorasak hay 'vua hổ') 1703-1709
- Phumintharacha (Sanpet IX, Thai Sa) 1709-1733
- Boromakot (Boromarachathirat III) 1733-1758
- Uthumpon (Boromarachathirat IV) 1758
- Suriyamarin or Ekkathat (Boromarachathirat V) 1758-1767

## Danh sách những người châu Âu ở Ayutthaya vào thế kỷ 17
- Constantine Phaulkon, Greek Adventurer and First Councillor of King Narai
- François-Timoléon de Choisy
- Father Guy Tachard, French Jesuit Writer and Siamese Ambassador to France (1688)
- Monsignor Laneau, Apostolic Vicar of Siam

### Các nguồn sử liệu khác
- Pongsawadarn Krung Sri Ayutthaya (Chronicles of Ayutthaya) - There are several editions of historical records on Ayutthaya kingdom
  - Pongsawadarn Krung Kao (Chabab Luang Prasertaksaranit)
  - Pongsawadarn Krung Sri Ayutthaya Chabab Pra Jakaphadiphong (Jad)
  - Pongsawadarn Krung Sri Ayutthaya Chabab Pan Jantanumas
  - Pongsawadarn Chabab Pra rajhathalekha
  - Pongsawadarn Krung Sri Ayutthaya Chabab Pra Ponarat
  - Culayuddhakaravamsa (Pali Edition)
  - Pongsawadarn Krung Sri Ayutthaya Chabab British Museum
  - Kam hai karn khong chow krungkao (translated from Burmese)
- Cushman, Richard D. (2000). The Royal Chronicles of Ayutthaya: A Synoptic Translation, edited by David K. Wyatt. Bangkok: The Siam Society.

Second Voyage du Pere Tachard et des Jesuites envoyes par le Roi au Royaume de Siam. Paris: Horthemels, 1689.
Online Collection
Southeast Asia Visions Collection by Cornell University Library, link title sea/

## Chùm ảnh tàn tích Ayutthaya

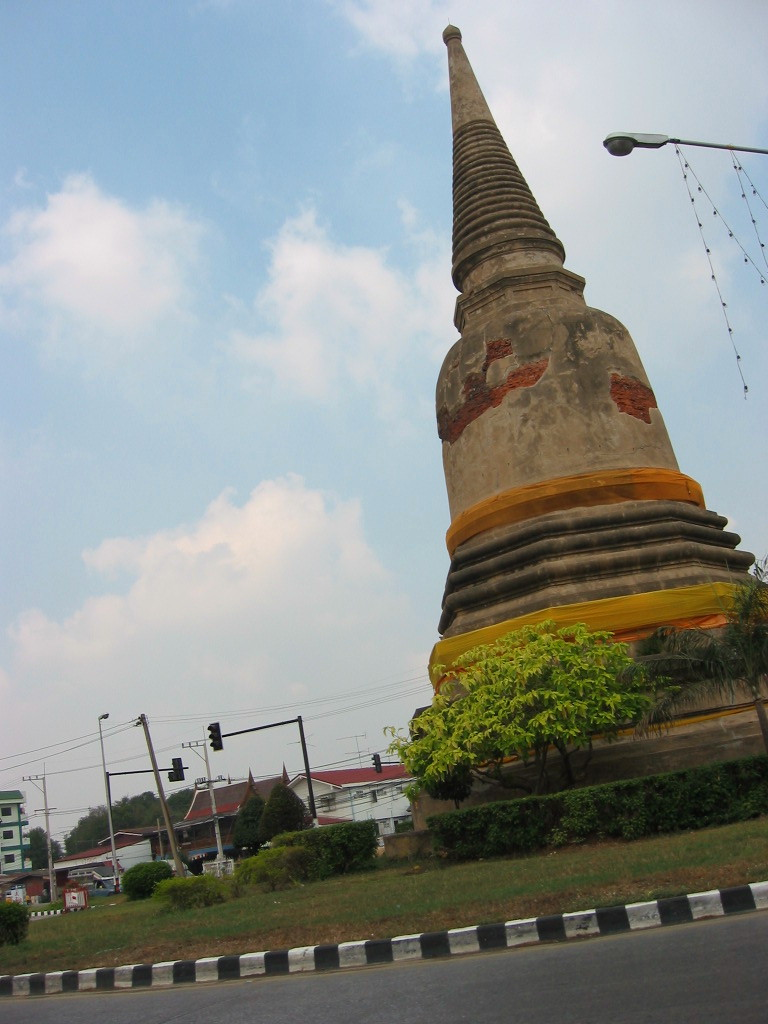
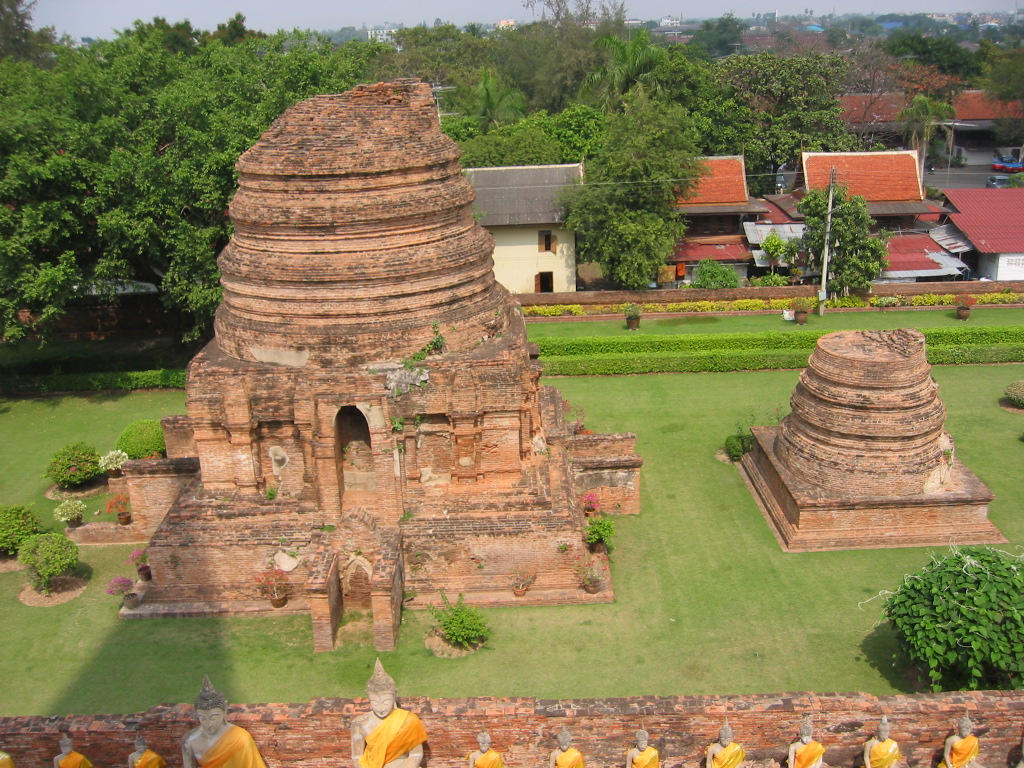
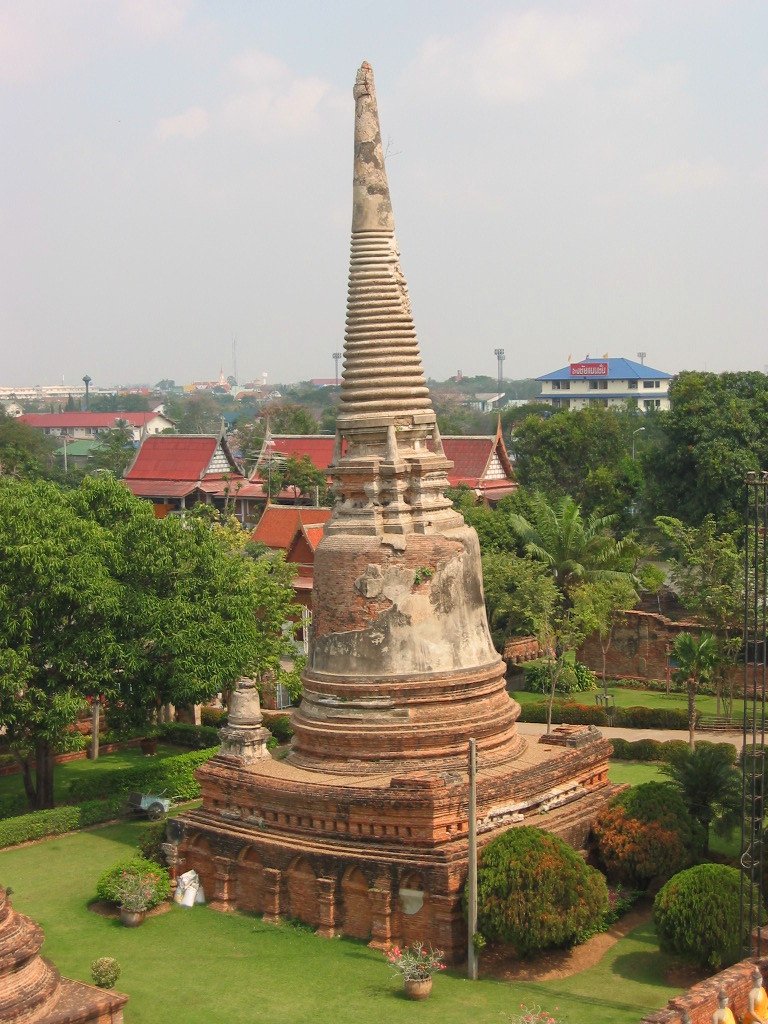